# Emanuelskyrkan, Linköping
Emanuelskyrkan är en tidigare kyrkobyggnad vid Ågatan i Linköping. Kyrkan tillhörde Emanuels metodistförsamling.

## Historik
2005 skänktes kyrkan till Linköpings stadsmission. I januari 2008 öppnades ett kafé i kyrkan.

## Orgel
Den nuvarande orgeln byggdes 1944 av Olof Hammarberg, Göteborg. Orgeln är pneumatisk och har ett tonomfång på 56/27. Den har en fasta kombination. Gemensam tremulant och svällare för hela orgeln finns.
| Manual I           | Manual II     | Pedal           | Koppel   |  |
| Rörflöjt 8'        | Salicional 8' | Subbas 16'      | I/P      |  |
| Principal 4'       | Gemshorn 4'   | Principalbas 8' | II/P     |  |
| Rauschkvint 2 chor | Valdflöjt 2'  |                 | II/I     |  |
|                    |               |                 | I 4'/I   |  |
|                    |               |                 | II 16'/I |  |